# Ken Ruettgers
Kenneth Francis Ruettgers (Bakersfield, 20 agosto 1962) è un ex giocatore di football americano statunitense che ha militato nel ruolo di offensive tackle nella National Football League (NFL).

## Carriera
Ruettgers fu selezionato dai Green Bay Packers come settimo assoluto Draft NFL 1985. Vi giocò per tutta la carriera professionistica e nel 1989 fu premiato come miglior giocatore offensivo della squadra. Iniziò la stagione 1996 nella lista dei giocatori impossibilitati a scendere in campo. In seguito tornò nel roster attivo per quattro partite ma gli infortuni non gli permisero di completare l'annata, chiusa dalla squadra con la vittoria del Super Bowl.
Nel dicembre 2013 Ruettgers fu introdotto nella Green Bay Packers Hall of Fame, assieme ad Ahman Green.

## Palmarès

### Franchigia
- Super Bowl : 1

Green Bay Packers: XXXI
- National Football Conference Championship: 1

Green Bay Packers: 1996

### Individuale
- Green Bay Packers Hall of Fame